# Edward Inglefield

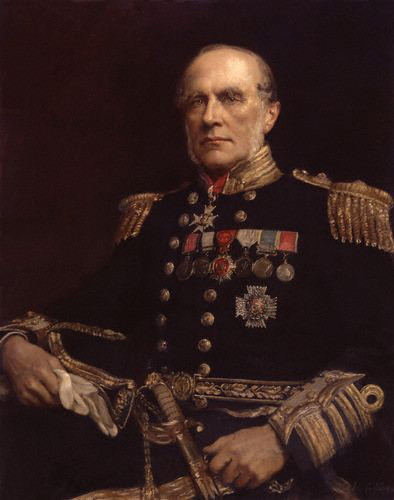
Sir Edward Inglefield

Sir Edward Augustus Inglefield KCB Kt FRS FRGS (* 27. März 1820 in Cheltenham; † 5. September 1894 in London) war ein britischer Admiral und Polarforscher.

## Leben
Inglefield ging bereits 1834 zur Royal Navy und war Absolvent des Royal Naval College in Portsmouth. 1840 nahm er an Seemanövern bei Sidon im heutigen Libanon teil und fand anschließend Verwendungen bei Einheiten der Royal Navy in Südamerika, wo er als Kommandant von HMS Comus auf dem Río Paraná zum Commander befördert wurde.
Er begab sich 1852 im Auftrag von Jane, Lady Franklin, zur Barrowstraße, um sich an der Suchaktion nach dem britischen Polarforscher John Franklin im Gebiet der Königin-Elisabeth-Inseln zu beteiligen und dem dort befindlichen Geschwader Hilfsgüter zu bringen. Anschließend untersuchte er die nördlichen Küsten der Baffin Bay. Er benannte 1852 Ellesmere Island nach Francis Egerton, 1. Earl of Ellesmere.
Am 16. August erreichte er Upernavik und drang in den Smithsund ein (bis 78° 28' 21'' nördlicher Breite). John Ross hatte behauptet, dass die dortige Straße von Bergen umschlossen sei, doch fand Inglefield sie offen und wies damit allen nachfolgenden Expeditionen den richtigen Weg. Auch den Jonessund nahm er bis 84° 10' westlicher Länge auf.
1853 und 1854 machte er sich erneut auf den Weg, um gestrandete Mannschaften bei der Beechey-Insel aufzunehmen und nach Großbritannien zurückzubringen. Nach seiner Rückkehr wurde er 1854 als Captain der HMS Firebrand zum Krimkrieg ins Schwarze Meer beordert, wo er an der Belagerung von Sewastopol teilnahm. 1858 wurde er mit dem osmanischen Mecidiye-Orden vierter Klasse ausgezeichnet.
1869 wurde er zum Companion des Order of the Bath ernannt und zum Rear-Admiral befördert. 1875 wurde Inglefield, der von 1872 bis 1877 Superintendent der Werften auf Malta (Malta Dockyards) war, zum Vice-Admiral befördert. 1877 wurde er als Knight Bachelor geadelt und führte fortan das Prädikat „Sir“. Von 1878 bis 1879 war er Oberkommandierender der Royal Navy in Nordamerika (Commander-in-Chief, North America and West Indies Station). 1879 wurde er zum Admiral befördert. 1885 schied er aus dem aktiven Marinedienst aus und 1887 wurde er zum Knight Commander des Order of the Bath erhoben.
Inglefield war auch Fellow der Royal Society sowie der Royal Geographical Society und erhielt für seine Leistungen von der Royal Geographical Society in London die goldene Medaille.
Sir Edward August Inglefield starb am 5. September 1894 in London. Aus seiner 1857 geschlossenen Ehe mit Eliza Fanny Johnston (1836–1890), hatte er vier Söhne und eine Tochter, von denen ihn nur die zwei ältesten Sohne überlebten.

## Werke
- Report on the Return of the Isabel from the Arctic Regions. In: Journal of the Royal Geographical Society 1853, S. 136
- A Summer Search for Sir John Franklin. London 1853